# Balcanodiscus stummerorum
Balcanodiscus stummerorum is een slakkensoort uit de familie van de Zonitidae. De wetenschappelijke naam van de soort is voor het eerst geldig gepubliceerd in 2008 door A. Reischutz, P.L. Reischutz & W. Fischer.